# Adolf Hederström
Adolf Hederström, född 18 december 1786 i Vadstena, död 20 september 1834 i Örberga socken, var en svensk präst i Örberga församling.

## Biografi
Adolf Hederström föddes 18 december 1786 i Vadstena. Han var son till skräddaren Sven Hederström och Maria Christina Holmgren. Hederström blev höstterminen 1809 student vid Lunds universitet, Lund och prästvigdes 17 juni 1810. Han tog 1814 filosofie kandidat vid Greifswalds universitet, Greifswald och magister 18 mars 1815 vid samma universitet. Hederström blev 19 april 1815 sjukhuspredikant vid Svenska armén i Tyskland. Från 1 maj 1813 till 20 juni 1816 tjänstgjorde han i Stralsund, Lübeck, Kiel, Greifslwald, och Bergen auf Rügen. Han blev 30 juli 1817 kollega i Söderköping, tillträde 1818 och tog pastoralexamen 27 oktober 1830. Hederström blev 12 mars 1813 kyrkoherde i Örberga församling, Örberga pastorat och tillträde 1832. Han avled 20 september 1834 i Örberga socken.

### Familj
Hederström gifte sig 14 oktober 1814 med Susanna Maria Lovisa von Normann (1793–1847). Hon var dotter till kaptenen Philip von Normann och Maria Lovisa. De fick tillsammans barnen Adolphina Maria Lovisa (1815–1836), Philip Carl August (1818–1902), Gustaf Emil Wilhelm (1820–1906), Amalia Emilia Charlotta (född 1822), Gustava Emilia Charlotta (född 1822), Gustava Ottilia Theodora (född 1824), Adolph Victor Agathon (1826–1883), en son (1831–1831) och Alfrid Alreik (född 1832).